# Control Denied
Control Denied var et amerikansk progressivt heavy metal-band, som blev dannet af Chuck Schuldiner i 1996, da han ønskede at skabe en mere melodisk lyd, end det var muligt med hans tekniske dødsmetal-band Death. Projektet blev inden dets debut allerede afbrudt, som følge af Deaths udgivelse The Sound of Perseverance i 1998, men året efter kunne Control Denied udsende sit første album ved navn The Fragile Art of Existence. Et andet album med arbejdstitlen When Machine and Man Collide var delvist blevet indspillet, men efter Schuldiners død blev alle indspilninger stoppet. De tilbageværende medlemmer har dog udtrykt deres ønske om at færdiggøre værket. Dette har medført juridiske togtrækkerier mellem dem og materialets ophavsretsejer Karmageddon Media, hvilket har forårsaget udskydelse af indspilningerne til albummet. Dele af de ufærdiggjorte indspilninger blev udgivet uden tilladelse på opsamlingsalbummet Zero Tolerance, bestående af Schuldiners ufuldstændigt indspillede B-sider og uudgivede spor. Det lykkedes dog Schuldiners tidligere advokat Eric Greif, at lave en aftale med pladeselskabet i december 2009, der gav de resterende medlemmer lov til at færdiggøre albummet. Det har forlydt sig fra chuck-schuldiner.org Arkiveret 20. april 2010 hos  Wayback Machine at det andet album snart vil blive udgivet.

## Diskografi
- 1997: A Moment of Clarity (demo)
- 1999: The Fragile Art of Existence
- 2004: Unreleased Themes from Control Denied
- 2010: When Man and Machine Collide

## Medlemmer
- Chuck Schuldiner – Guitar (1996-2001), vokal (1996-1997)
- Steve DiGiorgio – Bas (1999-2001)
- Shannon Hamm – Guitar (1996-2001)
- Tim Aymar – Vokal (1997-2001)
- Richard Christy – Trommer (1997-2001)
- Chris Williams – Trommer (1996-1997)
- Scott Clendenin – Bas (1996-1999)